# Seznam dílů seriálu Veliká
Toto je seznam dílů seriálu Veliká. Australsko-britský historický komediální-dramatický seriál Veliká měl premiéru 15. května 2020 na Hulu. V Česku měl seriál premiéru 2. června 2020 na HBO.

## Přehled řad
| Řada | Díly | Premiéra na Hulu   | Premiéra v ČR      | Premiéra v ČR     |
| Řada | Díly | Premiéra na Hulu   | První díl          | Poslední díl      |
| ---- | ---- | ------------------ | ------------------ | ----------------- |
| 1    | 10   | 15. května 2020    | 2. června 2020     | 4. srpna 2020     |
| 2    | 10   | 19. listopadu 2021 | 20. listopadu 2021 | 18. prosince 2021 |
| 3    | 10   | 12. května 2023    | bude oznámeno      | bude oznámeno     |

## Seznam dílů

### První řada (2020)
| Č. v seriálu | Č. v řadě | Původní název                       | Český název                    | Režie         | Scénář                       | Premiéra na Hulu | Premiéra v ČR     |
| ------------ | --------- | ----------------------------------- | ------------------------------ | ------------- | ---------------------------- | ---------------- | ----------------- |
| 1            | 1         | The Great                           | Veliká                         | Matt Shakman  | Tony McNamara                | 15. května 2020  | 2. června 2020    |
| 2            | 2         | The Beard                           | Falešné vousy                  | Colin Bucksey | Tony McNamara                | 15. května 2020  | 9. června 2020    |
| 3            | 3         | And You Sir, Are No Peter the Great | A vy, pane, nejste Petr Veliký | Bert a Bertie | Tony McNamara                | 15. května 2020  | 16. června 2020   |
| 4            | 4         | Moscow Mule                         | Moskevský mezek                | Bert a Bertie | Tess Morris                  | 15. května 2020  | 23. června 2020   |
| 5            | 5         | War and Vomit                       | Válka a zvratky                | Ben Chessell  | James Wood                   | 15. května 2020  | 30. června 2020   |
| 6            | 6         | Parachute                           | Padák                          | Ben Chessell  | Tony McNamara                | 15. května 2020  | 7. července 2020  |
| 7            | 7         | A Pox on Hope                       | Neštovice v naději             | Colin Bucksey | Tony McNamara a Gretel Vella | 15. května 2020  | 14. července 2020 |
| 8            | 8         | Meatballs at the Dacha              | Masové kuličky na dače         | Colin Bucksey | Tony McNamara                | 15. května 2020  | 21. července 2020 |
| 9            | 9         | Love Hurts                          | Útrapy lásky                   | Geeta Patel   | Tony McNamara                | 15. května 2020  | 28. července 2020 |
| 10           | 10        | The Beaver’s Nose                   | Bobrův čenich                  | Geeta Patel   | Tony McNamara                | 15. května 2020  | 4. srpna 2020     |

### Druhá řada (2021)
| Č. v seriálu | Č. v řadě | Původní název     | Český název             | Režie         | Scénář                       | Premiéra na Hulu   | Premiéra v ČR      |
| ------------ | --------- | ----------------- | ----------------------- | ------------- | ---------------------------- | ------------------ | ------------------ |
| 11           | 1         | Heads It's Me     | Hlava jsem já           | Colin Bucksey | Tony McNamara                | 19. listopadu 2021 | 20. listopadu 2021 |
| 12           | 2         | Dickhead          | Čurák                   | Colin Bucksey | Tony McNamara                | 19. listopadu 2021 | 20. listopadu 2021 |
| 13           | 3         | Alone at Last     | Konečně sama            | Zetna Fuentes | Tony McNamara                | 19. listopadu 2021 | 27. listopadu 2021 |
| 14           | 4         | The Devil's Lunch | Ďáblův oběd             | Zetna Fuentes | Tami Sagher                  | 19. listopadu 2021 | 27. listopadu 2021 |
| 15           | 5         | Animal Instincts  | Zvířecí instinkty       | Matthew Moore | Tony McNamara                | 19. listopadu 2021 | 4. prosince 2021   |
| 16           | 6         | A Simple Jape     | Prostý žert             | Matthew Moore | Tony McNamara a Gretel Vella | 19. listopadu 2021 | 4. prosince 2021   |
| 17           | 7         | Stapler           | Sešívačka               | Ally Pankiw   | Tony McNamara                | 19. listopadu 2021 | 11. prosince 2021  |
| 18           | 8         | Five Days         | Pět dní                 | Ally Pankiw   | Tony McNamara                | 19. listopadu 2021 | 11. prosince 2021  |
| 19           | 9         | Walnut Season     | Sezóna vlašských ořechů | Colin Bucksey | Tony McNamara a Gretel Vella | 19. listopadu 2021 | 18. prosince 2021  |
| 20           | 10        | Wedding           | Svatba                  | Colin Bucksey | Tony McNamara a Fiona Seres  | 19. listopadu 2021 | 18. prosince 2021  |

### Třetí řada (2023)
| Č. v seriálu | Č. v řadě | Původní název          | Český název   | Režie          | Scénář                      | Premiéra na Hulu | Premiéra v ČR |
| ------------ | --------- | ---------------------- | ------------- | -------------- | --------------------------- | ---------------- | ------------- |
| 21           | 1         | The Bullet or the Bear | bude oznámeno | Matthew Moore  | Tony McNamara               | 12. května 2023  | bude oznámeno |
| 22           | 2         | Choose Your Weapon     | bude oznámeno | Matthew Moore  | Tony McNamara               | 12. května 2023  | bude oznámeno |
| 23           | 3         | You The People         | bude oznámeno | Sheree Folkson | Tony McNamara               | 12. května 2023  | bude oznámeno |
| 24           | 4         | Stag                   | bude oznámeno | Sheree Folkson | Tony McNamara a Fiona Seres | 12. května 2023  | bude oznámeno |
| 25           | 5         | Sweden                 | bude oznámeno | Jaffar Mahmood | Tony McNamara a Ava Pickett | 12. května 2023  | bude oznámeno |
| 26           | 6         | Ice                    | bude oznámeno | Jaffar Mahmood | Tony McNamara               | 12. května 2023  | bude oznámeno |
| 27           | 7         | Fun                    | bude oznámeno | Matthew Moore  | Tony McNamara               | 12. května 2023  | bude oznámeno |
| 28           | 8         | Peter and the Wolf     | bude oznámeno | Matthew Moore  | Tony McNamara a Ava Pickett | 12. května 2023  | bude oznámeno |
| 29           | 9         | Destiny                | bude oznámeno | Tricia Brock   | Tony McNamara a Fiona Seres | 12. května 2023  | bude oznámeno |
| 30           | 10        | Once Upon a Time       | bude oznámeno | Tricia Brock   | Tony McNamara               | 12. května 2023  | bude oznámeno |